# Tillbaka till Vintergatan
Tillbaka till Vintergatan är ett barnprogram som sändes på kvällstid i Sveriges Television under perioden 17 januari 2003 till 2 juli 2004. Petter Bragée skrev, regisserade och producerade programmet. Sedan sin premiär 2004 har Sveriges Television visat serien nästan varje år fram till 2015 och finns sedan 2014 tills vidare på SVT Plays Öppet arkiv.
Serien innehåller både material från de två sommarlovsprogrammen, Vintergatan 5a och Vintergatan 5b, samt nyinspelat material.
Serien har varit den mest repriserade serien i Sveriges Televisions historia.

## Handling
Peo (Anders Linder) sitter på sitt nya jobb på rymdmacken. För att fördriva tiden berättar han om sina och vännernas äventyr för hjälpredan Garsson (Jonas Sykfont). Detta sker i återblickar på det som tidigare hänt. Saker sker under tiden på macken, besökare kommer och går. Till och med Peos värsta fiende, Taxichefen, har varit på besök, även om inte Peo har berättat var han håller till. Peo sade, sedan Taxichefen (samt några andra) hade lämnat rymdmacken: "Taxichefen i rymden! Vilken mardröm!"
Den första säsongen av serien återberättar handlingen ur Vintergatan 5a och handlar om hur Peo, som tillsammans med Mira (Philomène Grandin), Glen (Wilson Michaels) och Henrik (Pelle Hanæus) åker runt i rymden för att hämta olika livsformer som kan ska hjälpa jordens ekosystem och förhindra den människoskapade miljöförstöring som till slut skulle kunna leda till jordens undergång. De besöker planeterna Zoltzy, Filione, Zeryj, Zinij och Kraschnyj.
Den andra omgången återberättar handlingen ur Vintergatan 5b, sommaren då Peos fru, Ulla, och Mira försvinner. På resan för att återfinna Ulla och Mira träffar resenärerna Irina (Ingela Schale), en rysk kosmonaut som hjälper dem på resan. Det visar sig att även Sjuan (Femmans lillasyster) har blivit kidnappad av fifuner som har sitt laboratorium på planeten Karicnivi (Labbplaneten).

## Medverkande
- Anders Linder – Peo, Kapten Zoom, Melvis
- Jonas Sykfont – Garsson, Femman, Benke Bengtsson, fripassageraren
- Philomène Grandin – Mira
- Wilson Michaels – Glen
- Pelle Hanæus – Henrik, Helge, Kubrick
- Ingela Schale – Irina, Inkeri
- Per-Axel Gjöres – Taxichefen, Asram
- Christina Göransson – Ulla
- Inga Sarri – Gaia
- Mikael Ljung – Mutanton, Besam
- Juan Rodriguez – Miras pappa
- Maria Lostrón – Miras farmor
- Thorvald Fyr Strömberg – kolloledare, Holmsten
- Niclas Wimmerberg – Pluto Khan
- Nini Björck – Gittan
- Bo Pettersson – Gittans man, Bertil
- Thomas Di Leva – sig själv
- Henrik Olsson – programledaren
- Fredrik Willander – väktaren
- Johan Anderblad – Johan
- Sara Edwardsson – Sara
- Ylva Hällén – Ylva
- Henrik Ståhl – Henrik
- Lotta Beving – Trean
- Bodil Ekelund – Sjuan
- Mathilda Mörk – Annika
- Åke Larsson – smeden Harald
- Ebbe Westergren – Fastbjörn
- Alf Jonsson – vetenskapsman, spansk servitör
- Jonas Persson – vetenskapsman
- Thomas Hellberg – Aliens röst
- Johanna Wallin – metallisk kvinnoröst
- Martin Wargren – speaker

## Produktion
Serien består huvudsakligen av material från de både sommarlovsprogrammen Vintergatan 5a och Vintergatan 5b, med nyinspelat material. Originalseriernas sammanlagda 89 avsnitt klipptes ner till 44 avsnitt på 2 säsonger där bland annat live-inslagen klipptes bort.
Arbetet med den nya serien inleddes i januari 2002 där det först skulle skrivas nytt manus och bestämmas vad som skulle klippas bort. I slutändan beslutades det att en sorts ramberättelse där Peo berättar för Garson om vad som hände under de första två serierna skulle spelas in.
Inspelningarna av de nya scenerna inleddes 20 maj 2002 och producerades ursprungligen under arbetsnamnet Vintergatan 5c.

## Mottagande
Serien har sedan sin premiär i januari 2003 varit den mest repriserade serien i SVT:s historia. Enligt en tidig MMS-mätning från 2007 hade serien startats av tittare 2 351 507 gånger.

## Utgivning
På grund av rättighetsproblem med musiken som ingår i serien har inte SVT haft möjlighet att återutge serien på DVD däremot finns serien tills vidare på SVT Play som en del av Öppet arkiv.

### Fotnoter
1. 1 2 3 4 5 6 7 8 9 10 11 12 13 14 15  eftertexterna, läs online, läst: 29 augusti 2023.[källa från Wikidata]
2. 1 2 3 4 5 6 7 8 9 10 11 12 13 14  Tillbaka till vintergatan, Internet Movie Database, 17 januari 2003, läs online, läst: 29 augusti 2023.[källa från Wikidata]
3. ↑  Tillbaka till Vintergatan, SVT Play, läs online, läst: 29 augusti 2023.[källa från Wikidata]
4. 1 2  Tillbaka till Vintergatan SVT, SVT1 2003-01-17 19:00-19:30, Svensk mediedatabas, läs online, läst: 29 augusti 2023.[källa från Wikidata]
5. 1 2  Tillbaka till Vintergatan Stockholm : SVT, SVT1, 2004-07-08 17:30-18:00, Svensk mediedatabas, läs online, läst: 29 augusti 2023.[källa från Wikidata]
6. ↑  ”Svensk mediedatabas”. https://smdb.kb.se/catalog/search?q=%22Tillbaka+till+Vintergatan+%22+typ%3Atv&sort=OLDEST#. Läst 1 april 2011.
7. ↑  ”Svensk mediedatabas (SMDB)”. smdb.kb.se. https://smdb.kb.se/catalog/search?q=%22Tillbaka+till+Vintergatan%22&sort=OLDEST. Läst 29 augusti 2023.
8. ↑  ”Tillbaka till Vintergatan - Säsong 1 - Avsnitt 1 av 22 | Öppet arkiv | oppetarkiv.se”. web.archive.org. 13 september 2014. Arkiverad från originalet den 13 september 2014. https://web.archive.org/web/20140913055710/http://www.oppetarkiv.se/video/2307509/tillbaka-till-vintergatan-sasong-1-avsnitt-1-av-22. Läst 29 augusti 2023.
9. 1 2  ”Sommarlovssuccén ”Vintergatan” – skådespelarna berättar allt efter 19 år”. www.expressen.se. 26 oktober 2019. https://www.expressen.se/noje/sommarlovssuccen-vintergatan-skadespelarna-berattar-allt-efter-19-ar/. Läst 29 augusti 2023.
10. 1 2  Malin Ankarhem (8 april 2002). ”Tillbaka till Vintergatan”. Göteborgs-Posten. Läst 27 augusti 2023.
11. 1 2 3  ”Sommarlovssuccén ”Vintergatan” – skådespelarna berättar allt efter 19 år”. www.expressen.se. 26 oktober 2019. https://www.expressen.se/noje/sommarlovssuccen-vintergatan-skadespelarna-berattar-allt-efter-19-ar/. Läst 29 augusti 2023.
12. ↑  Malin Ankarhem (17 januari 2003). ”Tredje gången gillt för Peo och kompani”. Göteborgs-Posten. Läst 29 augusti 2023.
13. ↑  Leif Holmkvist (31 maj 2007). ”Svenskarna väljer sin egen tittartid”. Resumé. Läst 29 augusti 2023.
14. ↑  ”SLUT FÖR DEN HÄR GÅNGEN!”. svt.se. Arkiverad från originalet den 24 april 2008. https://web.archive.org/web/20080424001516/http://svt.se/svt/jsp/Crosslink.jsp?d=2102. Läst 29 augusti 2023.